# اونالاسکا (ویسکانسین)
اونالاسکا، ویسکانسین  (به انگلیسی: Onalaska) شهری در شهرستان لا کراس ایالت ویسکانسین است که در سال ۱۸۸۷ بنیان‌گذاری شده‌است. این شهر طبق سرشماری سال ۲۰۱۰ میلادی ۱۷٬۷۳۶ نفر جمعیت داشته‌است.

## نگارخانه

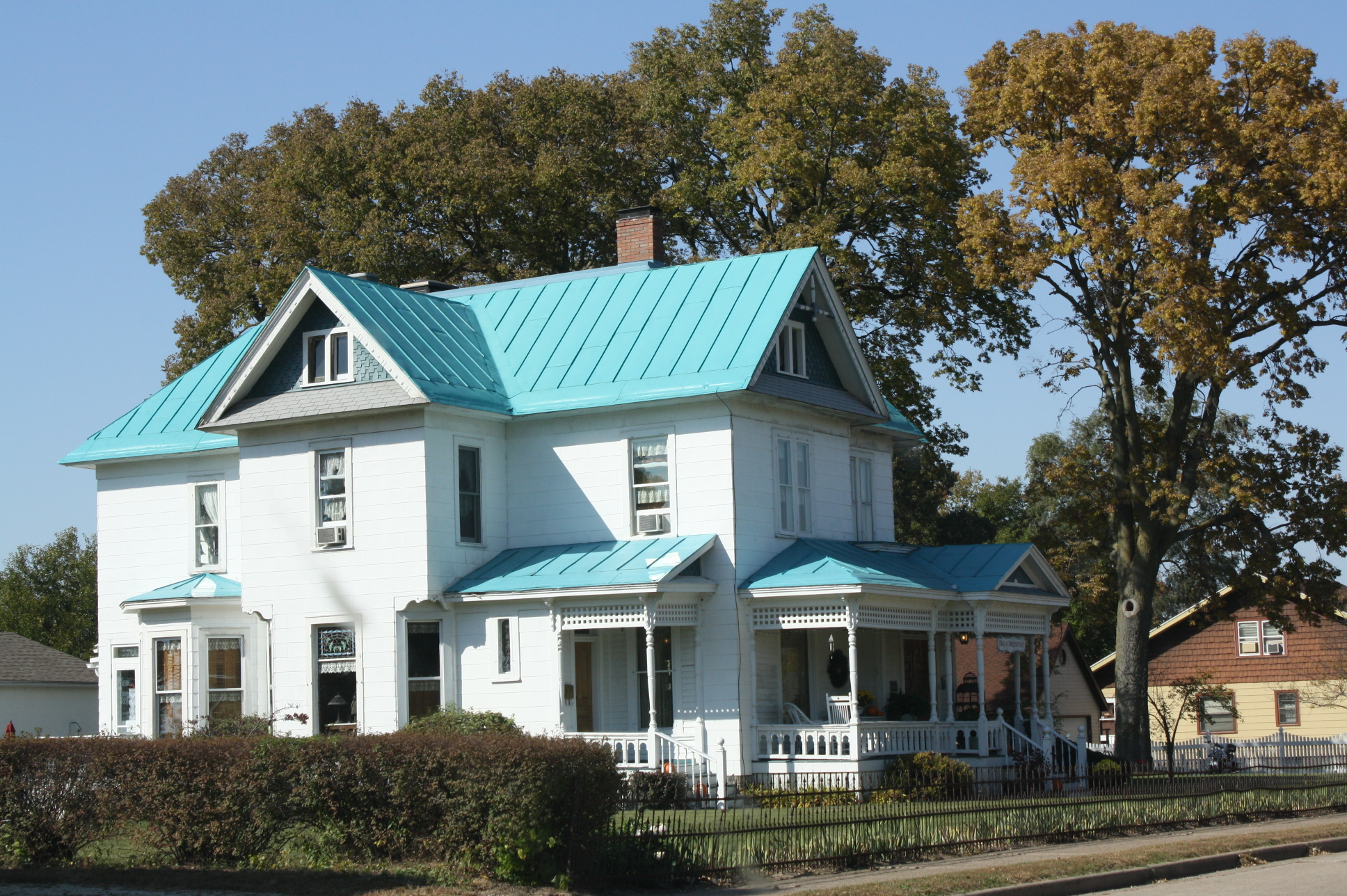
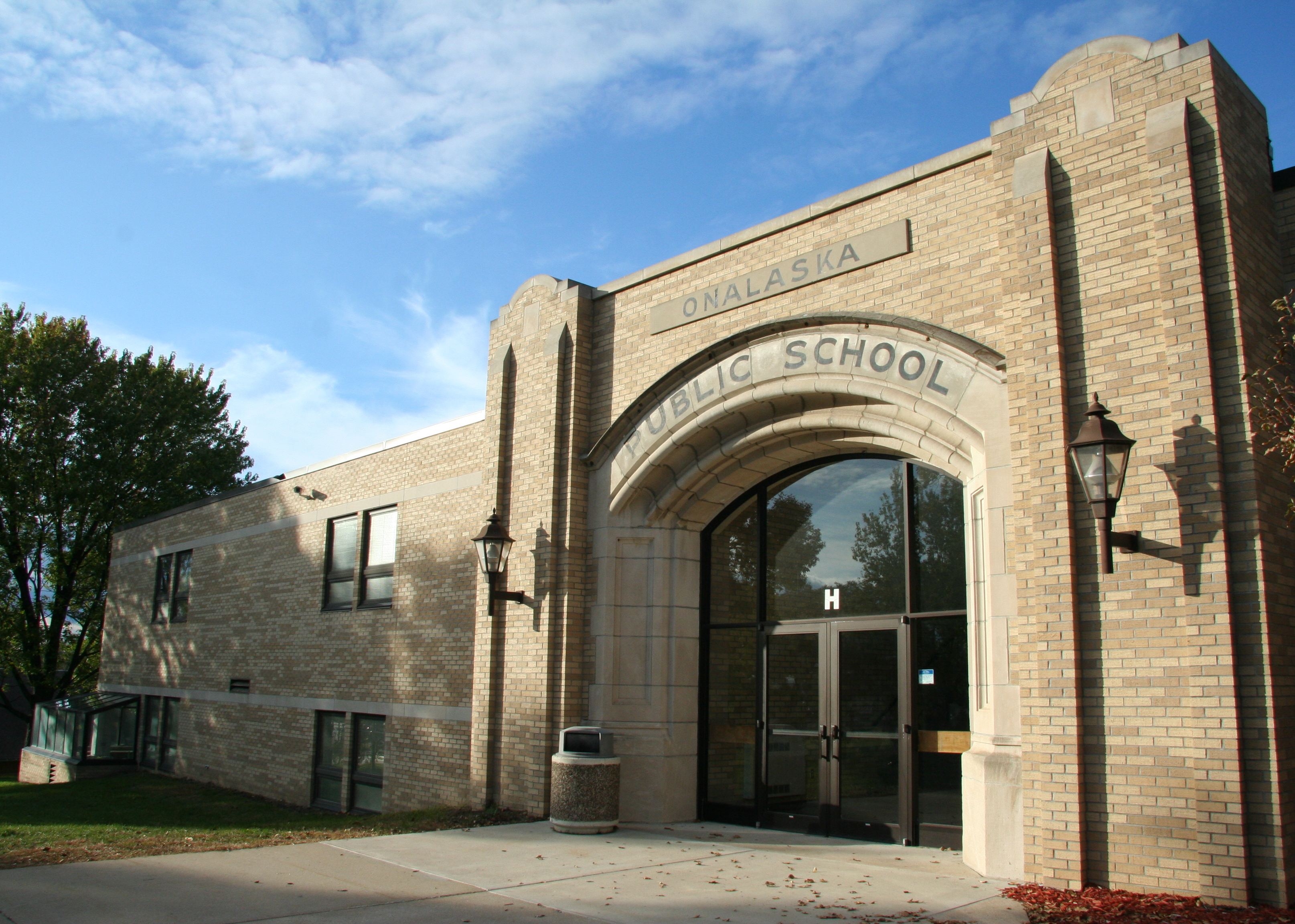